# Amomum chinense
Amomum chinense (Syn.: Meistera chinensis) ist eine Pflanzenart aus der Gattung Amomum innerhalb der Familie der Ingwergewächse (Zingiberaceae). Sie kommt in Teilen Südostasiens vor.

## Beschreibung

### Vegetative Merkmale
Amomum chinense wächst als kriechende ausdauernde, krautige Pflanze, die Wuchshöhen von 1 bis 3 Metern erreichen kann. Die tief in den Boden reichenden, weißen bis grünen Rhizome sind etwa 0,5 bis 2 Zentimeter dick und außen mit Schuppen bedeckt. Die papierartigen, außen rauen, unbehaarten und gerillten hellbraunen Schuppen sind bei einer Länge von 1 bis 4 Zentimetern röhrenförmig mit einem spitzen oder gestutzten oberen Ende. Das Rhizom ist zwischen den einzelnen „Pseudostämmen“ etwa 20 bis 50 Zentimeter lang. Von jedem Rhizom gehen mehrere horstbildende Sprossachsen bzw. „Pseudostämme“ ab. An der mit einem Durchmesser von 1 bis 1,5 Zentimetern etwas geschwollenen Basis haben die Stängel grüne, unbehaarte sowie außen gerillte sowie mit auffälligen Blattnerven durchsetzte Blattscheiden mit roten Rändern. Die roten über violetten bis rötlich braunen, ledrigen und kahlen Blatthäutchen werden 0,3 bis 0,5 Zentimeter lang; ihr oberes Ende ist abgerundet bis ausgerandet und die Ränder sind bewimpert.
Jeder Stängel besitzt etwa 15 Laubblätter. Diese sind in Blattstiel und Blattspreite gegliedert. Der grüne rinnige Blattstiel ist gerillt und kahl und ist bei einer Länge von 0,5 bis 1,2 Zentimetern sehr kurz. Die einfache Blattspreite ist bei einer Länge von 16 bis 33 Zentimetern sowie einer Breite von 4 bis 8 Zentimetern länglich über länglich-elliptisch bis elliptisch mit spitz zulaufender Blattbasis und lang geschwänzten, etwa 2 Zentimeter langen oberen Ende. Die Blattoberseite ist genauso wie die weißliche und glauke Blattunterseite kahl. Die Blattspreiten weisen an der Unterseite eine auffällige, weißliche Blattnervatur auf. Die Blattränder sind ganzrandig.

### Generative Merkmale
Die Blütezeit umfasst zumindest in Hainan die Monate April und Mai und die Früchte reifen dort in der Zeit zwischen Juni und August. Etwa 5 Zentimeter entfernt von der Stängelbasis aus dem Rhizom entwickelt sich auf einem 5 bis 20 Zentimeter langen und rund 0,3 Zentimeter dicken, rosaroten bis weißlich braunen und mit Ausnahme der kahlen Basis filzig behaarten Blütenstandsschaft ein bei einem Durchmesser von etwa 3 bis 4 Zentimetern elliptischer über kugel- bis kreiselförmiger, ähriger Blütenstand, in dem die etwa 20 Blüten dicht zusammen stehen. Je Stängel werden zwei bis drei Blütenstände gebildet und es blühen etwa vier Blüten gleichzeitig. Der Blütenstandsschaft ist mit hell rosaroten bis dunkelbraunen, ledrigen, gerillten und an ihrer Basis unbehaarten bis filzig behaarten Schuppen mit kahlen oder bewimperten Rändern sowie einem kappenförmigen bis abgerundeten oberen Ende bedeckt, welche unterschiedlich geformt sein können. Die Schuppen an der Schaftbasis sind bei einer Länge von 1,3 bis 1,5 Zentimetern sowie einer Breite von rund 0,6 Zentimetern röhrenförmig, während sie im oberen Schaftsbereich breit eiförmig bis lanzettlich geformt sind und zwischen 3,5 und 4 Zentimetern lang und 1 bis 1,5 Zentimeter breit werden. Die grünlich rosaroten über violetten bis dunkelbraunen, an ihrer Basis filzig behaarten, gerillten und ledrigen Tragblätter sind bei einer Länge von 1 bis 3 Zentimetern sowie einer Breite von 1 bis 1,5 Zentimetern lanzettlich über eiförmig bis bootförmig mit kappenförmigen bis abgerundeten oberen Ende und bewimperten oder kahlen Rändern. Jedes der Tragblätter trägt eine einzelne Blüte und fällt bereits nach kurzer Zeit ab. Die hell rosaroten, membranartigen 1,5 bis 2 Zentimeter langen und rund 0,6 Zentimeter breiten Deckblätter sind an ihrer Basis zu einer 1 bis 1,1 Zentimeter langen, an der Außenseite filzig behaarten Röhre verwachsen, welche zweifach gezähnt ist. Die gezähnte Spitze wird 0,5 bis 0,6 Zentimeter lang.
Die zwittrigen Blüten sind zygomorph und dreizählig mit doppelten, rosaroten bis weißen Perianth. Die drei hell rosaroten bis hellbraunen und an der Basis rot gepunkteten, membranartigen Kelchblätter sind auf einer Länge von 1 bis 1,2 Zentimetern röhrenförmig miteinander verwachsen und sind mit einer Länge von 1,5 bis 1,7 Zentimeter sowie einer Breite von etwa 0,4 Zentimeter etwa gleich lang wie die Kronröhre. Sie sind dreifach gezähnt, wobei die Kelchzähne 0,2 bis 0,3 Zentimeter lang sind und haben eine mit Ausnahme der filzig behaarten Basis unbehaarte Außenseite sowie eine spitz zulaufende Spitze. Die drei hell rosaroten bis weißen und 3 bis 3,2 Zentimeter langen, membranartigen und kahlen Kronblätter sind zu einer 1,5 bis 1,6 Zentimeter langen, ledrigen und außen gerillten sowie flaumig behaarten Kronröhre mit filzig behaarter Basis verwachsen. Es sind drei ebenfalls hell rosarote bis weiße und unbehaarte, membranartige und verkehrt-lanzettlich Kronlappen vorhanden. Der mittlere Kronlappen ist etwa 1,5 Zentimetern lang und 0,8 bis 1 Zentimeter breit mit kappenförmigen oberen Ende. Die beiden seitlichen Kronlappen sind bei einer Länge von 1,5 bis 1,6 Zentimetern sowie einer Breite von 0,5 bis 0,7 Zentimetern etwas schmäler und haben ebenfalls ein kappenförmiges oberes Ende. Nur das mittlere der Staubblätter des inneren Kreises ist fertil. Das fertile Staubblatt besitzt einen abgeflachten, 0,3 bis 0,4 Zentimeter langen, kahlen, weißen Staubfaden. Die zwei weißen Hälften des unbehaarten Staubbeutels sind bei einer Länge von 0,7 bis 0,8 Zentimetern und einer Breite von rund 0,5 Zentimetern länglich. Die drei Staminodien des inneren Kreises sind zu einem Labellum verwachsen. Das 1,5 bis 1,7 Zentimeter lange und rund 1 Zentimeter breite, membranartige und dreieckig-eiförmige Labellum ist weiß bis weißlich-rosarot mit einem gelben oder violetten Streifen in der Mitte, welcher von roten Punkten begrenzt wird; es ist an seiner Basis mit zwei Reihen an langen Haaren besetzt und besitzt eine ausgerandete, 0,5 bis 0,6 Zentimeter lange Spitze. Die seitlichen, weißen Staminodien sind bei einer Länge von rund 0,2 Zentimetern länglich. Drei Fruchtblätter sind zu einem dreikammerigen, zottig mit weißen oder gelben Haaren besetzten, bei einem Durchmesser von rund 0,4 Zentimetern kugelförmigen Fruchtknoten verwachsen. Jede Fruchtknotenkammer enthält etwa 30 Samenanlagen. Der Griffel ist unbehaart und endet in einer ledrigen, abgerundeten und unbehaarten Narbe mit bewimperter Spitze.
Der braune Schaft des Fruchtstandes ist unbehaart, 15 bis 20 Zentimeter lang und etwa 0,3 Zentimeter dick. In einem rund 5 Zentimetern langen und ebenso dicken Fruchtstand befinden sich mehr als zehn Kapselfrüchte. Die bei einem Durchmesser von 1 bis 1,5 Zentimetern kugelförmigen bis ellipsoiden Kapselfrüchte sind anfangs an der Basis cremefarben und an der Spitze rot gefärbt, zur Reife hin verfärben sie sich dunkelrot. Die filzig behaarte Oberfläche der Früchte ist mit einfachen oder verzweigten, weichen Dornen besetzt. Jedes der drei Fruchtfächer enthält rund 30 Samen. Die kahlen, gelblichen Samen sind bei einem Durchmesser von etwa 3 Millimetern kugelig.

### Chromosomenzahl
Die Chromosomenzahl ist 2n = 48.

## Vorkommen
Das natürliche Verbreitungsgebiet von Amomum chinense liegt in Südostasien. Es erstreckt sich dabei über die chinesische Provinz Hainan, sowie Teile der Länder Kambodscha, Laos, Thailand und Vietnam.
Die Art gedeiht in Höhenlagen von 90 bis 650 Metern wo sie auf verschiedenen Bodenarten in sommergrünen Mischwäldern und offenen Wäldern wächst.

## Taxonomie
Die Erstbeschreibung als Amomum chinense erfolgte 1977 durch Woon Young Chun in Flora Hainanica, Band 4, Seite 101.

## Nutzung
In Laos werden die leicht süßlich und säuerlich schmeckenden Früchte gegessen. Die Samen, welche nach Kampfer schmecken, finden in der Volksmedizin eine Verwendung gegen Zahnschmerzen.

## Gefährdung und Schutz
Amomum chinense wird in der Roten Liste der IUCN seit 2011 als „nicht gefährdet“ geführt. Der Bestand der Art wird als stabil angesehen. Als Hauptgefährdungsgrund wird der Habitatsverlust durch Umwandlung der Waldflächen in Ackerland in einigen Teilen des Verbreitungsgebietes genannt.